# Уряд Болгарії
42°41′53″ пн. ш. 23°19′27″ сх. д. / 42.697986° пн. ш. 23.32405° сх. д.
Рада міністрів Болгарії — вищий орган виконавчої влади Болгарії.

## Діяльність
Рада міністрів керує і здійснює внутрішню і зовнішню політику країни, відповідно до Конституції Республіки Болгарії та її законодавства. Рада міністрів керує виконанням державного бюджету, організовує догляд за державними благами, укладає, затверджує і денонсує міжнародні домовленості, у випадках, визначених законами. Рада міністрів і її голова призначається парламентом (Народними зборами) Республіки Болгарії.

## Голова уряду
- Прем'єр-міністр — Кирил Петков (англ. Kiril Petkov).
- Віце-прем'єр-міністр з питань коаліції та державного управління — Румяна Бачварова (англ. Rumyana Bachvarova).
- Віце-прем'єр-міністр з питань європейської політики — Меглена Кунєва (англ. Meglena Kuneva).
- Віце-прем'єр-міністр з питань європейських установ і економічної політики — Томіслав Дончев (англ. Tomislav Donchev).

## Кабінет міністрів
Склад чинного уряду подано станом на 22 серпня 2016 року.
| Логотип | Міністерство                                                | Міністр                                     | Фото | Час на посаді | Час на посаді | Партія | Партія | Вебсайт |
| ------- | ----------------------------------------------------------- | ------------------------------------------- | ---- | ------------- | ------------- | ------ | ------ | ------- |
|         | Міністерство внутрішніх справ                               | Румяна Бачварова (Rumyana Bachvarova)       |      |               |               |        |        |         |
|         | Міністерство екології і водних ресурсів                     | Івеліна Васильєва (Ivelina Vassileva)       |      |               |               |        |        |         |
|         | Міністерство економіки                                      | Божидар Лукарскі (Bozhidar Lukarski)        |      |               |               |        |        |         |
|         | Міністерство енергетики                                     | Теменушка Петкова (Temenuzhka Petkova)      |      |               |               |        |        |         |
|         | Міністерство закордонних справ                              | Даніель Мітов (Daniel Mitov)                |      |               |               |        |        |         |
|         | Міністерство культури                                       | Вежді Рашидов (Vezhdi Rashidov)             |      |               |               |        |        |         |
|         | Міністерство молоді та спорту                               | Красен Кралев (Krasen Kralev)               |      |               |               |        |        |         |
|         | Міністерство науки і освіти                                 | Меглена Кунєва (Meglena Kuneva)             |      |               |               |        |        |         |
|         | Міністерство оборони                                        | Ніколай Ненчев (Nikolay Nenchev)            |      |               |               |        |        |         |
|         | Міністерство охорони здоров'я                               | Петар Москов (Petar Moskov)                 |      |               |               |        |        |         |
|         | Міністерство праці і соціальної політики                    | Зорніца Русинова (Zornitsa Rusinova)        |      |               |               |        |        |         |
|         | Міністерство регіонального розвитку                         | Ліляна Павлова (Lilyana Pavlova)            |      |               |               |        |        |         |
|         | Міністерство сільського господарства                        | Десіслава Танєва (Desislava Taneva)         |      |               |               |        |        |         |
|         | Міністерство транспорту, інформаційних технологій і зв'язку | Івайло Московський (Ivaylo Moskovski)       |      |               |               |        |        |         |
|         | Міністерство туризму                                        | Ніколіна Ангелкова (Nikolina Angelkova)     |      |               |               |        |        |         |
|         | Міністерство фінансів                                       | Владислав Горанов (Vladislav Goranov)       |      |               |               |        |        |         |
|         | Міністерство юстиції                                        | Єкатерина Захар'єва (Yekaterina Zakharieva) |      |               |               |        |        |         |